# HAT-P-13 c
HAT-P-13 c est une exoplanète découverte le 21 juillet 2009 par la méthode des transits. Elle est située à ∼ 805 a.l. (∼ 247 pc) du Système solaire. On n'est pas sûr de sa nature, super géante gazeuse ou naine brune.
Elle orbite autour de son étoile HAT-P-13 à environ une unité astronomique en 446 jours.
Le système contient également la planète HAT-P-13 b.